# Diaea taibeli
Diaea taibeli is een spinnensoort in de taxonomische indeling van de krabspinnen (Thomisidae).
Het dier behoort tot het geslacht Diaea. De wetenschappelijke naam van de soort werd voor het eerst geldig gepubliceerd in 1949 door Lodovico di Caporiacco.